# Diocesi di Houma-Thibodaux
La diocesi di Houma-Thibodaux (in latino Dioecesis Humensis-Thibodensis) è una sede della Chiesa cattolica negli Stati Uniti d'America suffraganea dell'arcidiocesi di New Orleans. Nel 2023 contava 114.600 battezzati su 258.300 abitanti. La sede è vacante, in attesa che il vescovo eletto Simon Peter Engurait ne prenda possesso.

## Territorio

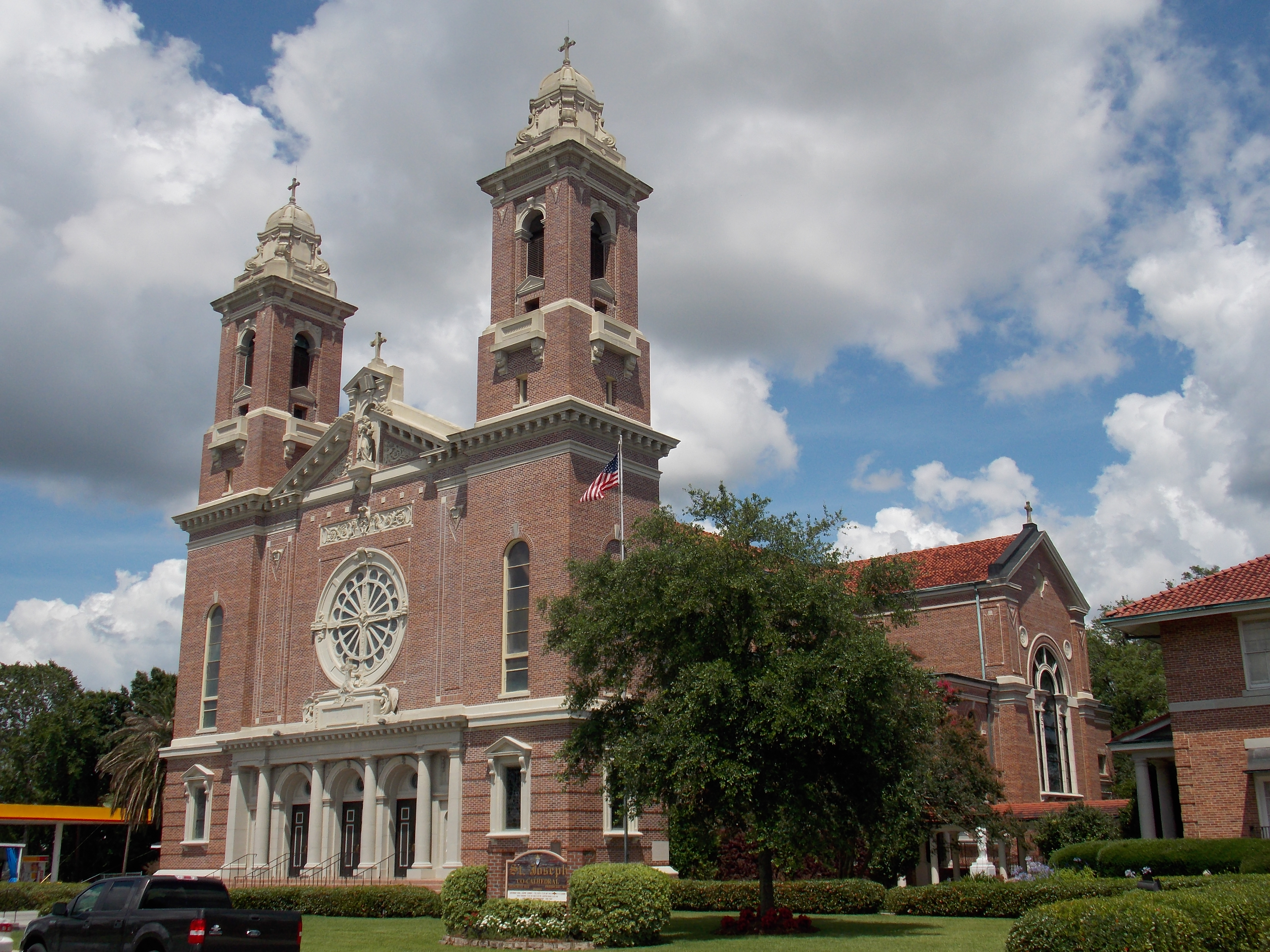
La concattedrale di San Giuseppe a Thibodaux.

La diocesi comprende 2 parrocchie civili della Louisiana, negli Stati Uniti d'America: Lafourche e Terrebonne. Comprende inoltre parzialmente le parrocchie di Jefferson e St. Mary.
Sede vescovile è la città di Houma, dove si trova la cattedrale di San Francesco di Sales (Cathedral of Saint Francis of Sales). A Thibodaux sorge la concattedrale di San Giuseppe (Saint Joseph Co-Cathedral).
Il territorio si estende su 9.065 km² ed è suddiviso in 39 parrocchie.

## Storia
La diocesi è stata eretta il 2 marzo 1977 con la bolla Quandoquidem di papa Paolo VI, ricavandone il territorio dall'arcidiocesi di New Orleans.

## Cronotassi dei vescovi
Si omettono i periodi di sede vacante non superiori ai 2 anni o non storicamente accertati.
- Warren Louis Boudreaux † (2 marzo 1977 - 29 dicembre 1992 ritirato)
- Charles Michael Jarrell (29 dicembre 1992 - 8 novembre 2002 nominato vescovo di Lafayette)
- Sam Gallip Jacobs (1º agosto 2003 - 23 settembre 2013 ritirato)
- Shelton Joseph Fabre (23 settembre 2013 - 8 febbraio 2022 nominato arcivescovo di Louisville)
- Mario Eduardo Dorsonville-Rodríguez † (1º febbraio 2023 - 19 gennaio 2024 deceduto)
- Simon Peter Engurait, dal 5 giugno 2025

## Statistiche
La diocesi nel 2023 su una popolazione di 258.300 persone contava 114.600 battezzati, corrispondenti al 44,4% del totale.
| anno | popolazione | popolazione | popolazione | presbiteri | presbiteri | presbiteri | presbiteri                | diaconi | religiosi | religiosi | parrocchie |
| anno | battezzati  | totale      | %           | numero     | secolari   | regolari   | battezzati per presbitero | diaconi | uomini    | donne     | parrocchie |
| ---- | ----------- | ----------- | ----------- | ---------- | ---------- | ---------- | ------------------------- | ------- | --------- | --------- | ---------- |
| 1980 | 131.400     | 184.000     | 71,4        | 65         | 55         | 10         | 2.021                     | 15      | 20        | 77        | 35         |
| 1990 | 128.000     | 206.000     | 62,1        | 70         | 63         | 7          | 1.828                     | 24      | 16        | 31        | 40         |
| 1999 | 130.274     | 202.000     | 64,5        | 78         | 75         | 3          | 1.670                     | 25      | 10        | 31        | 40         |
| 2000 | 126.000     | 202.000     | 62,4        | 82         | 77         | 5          | 1.536                     | 27      | 14        | 32        | 39         |
| 2001 | 126.000     | 202.000     | 62,4        | 80         | 75         | 5          | 1.575                     | 29      | 11        | 29        | 41         |
| 2002 | 130.000     | 205.000     | 63,4        | 73         | 64         | 9          | 1.780                     | 31      | 14        | 27        | 39         |
| 2003 | 130.000     | 205.000     | 63,4        | 71         | 63         | 8          | 1.830                     | 27      | 12        | 29        | 39         |
| 2004 | 130.000     | 205.000     | 63,4        | 77         | 63         | 14         | 1.688                     | 27      | 16        | 30        | 39         |
| 2006 | 120.691     | 205.000     | 58,9        | 82         | 75         | 7          | 1.471                     | 26      | 12        | 30        | 38         |
| 2013 | 127.000     | 223.000     | 57,0        | 73         | 64         | 9          | 1.739                     | 39      | 13        | 23        | 39         |
| 2016 | 129.709     | 227.595     | 57,0        | 68         | 65         | 3          | 1.907                     | 40      | 5         | 22        | 39         |
| 2019 | 116.160     | 241.700     | 48,1        | 69         | 69         |            | 1.683                     | 36      | 5         | 18        | 39         |
| 2021 | 114.360     | 257.423     | 44,4        | 72         | 72         |            | 1.588                     | 38      | 5         | 20        | 39         |
| 2023 | 114.600     | 258.300     | 44,4        | 75         | 75         |            | 1.528                     | 32      | 4         | 17        | 39         |